# 145523 루린
145523 루린(영어: 145523 Lulin)은 중화민국의 루린 천문대에서 2006년에 발견한 소행성대에 위치해 있는 소행성이다.